# Carsten Dilling
Carsten Dilling (født 24. marts 1962) er en dansk erhvervsmand, der 2. juli 2012 afløste Henrik Poulsen som administrerende direktør i TDC A/S. I 2015 blev han selv afløst af Pernille Erenbjerg.
Han har tidligere været leder i den danske afdeling af IBM (1984-2001) og administrerende direktør i Columbus IT Partner og i Ementor. Han blev ansat i TDC i juni 2007, hvor han opnåede stilling som "Chief Group Operation Officer" før han blev tildelt stillingen som administrerende direktør for koncernen. 
|  | Artiklen om Carsten Dilling kan blive bedre, hvis der indsættes et (bedre) billede Du kan hjælpe ved at afsøge Wikimedia Commons for et passende billede eller uploade et godt billede til Wikimedia Commons iht. de tilladte licenser og indsætte det i artiklen. |